# Tonatzin Corona
La Tonatzin Corona è una struttura geologica della superficie di Venere.